# El Peten Airport
El Peten Airport är en flygplats i Guatemala.   Den ligger i kommunen Municipio de Flores och departementet Petén, i den norra delen av landet, 300 km norr om huvudstaden Guatemala City. El Peten Airport ligger 193 meter över havet.
Terrängen runt El Peten Airport är huvudsakligen platt. El Peten Airport ligger nere i en dal. Runt El Peten Airport är det glesbefolkat, med 8 invånare per kvadratkilometer. Närmaste större samhälle är Tikal, 0,18 km sydväst om El Peten Airport. I omgivningarna runt El Peten Airport växer i huvudsak städsegrön lövskog.